# Gustave Moreau

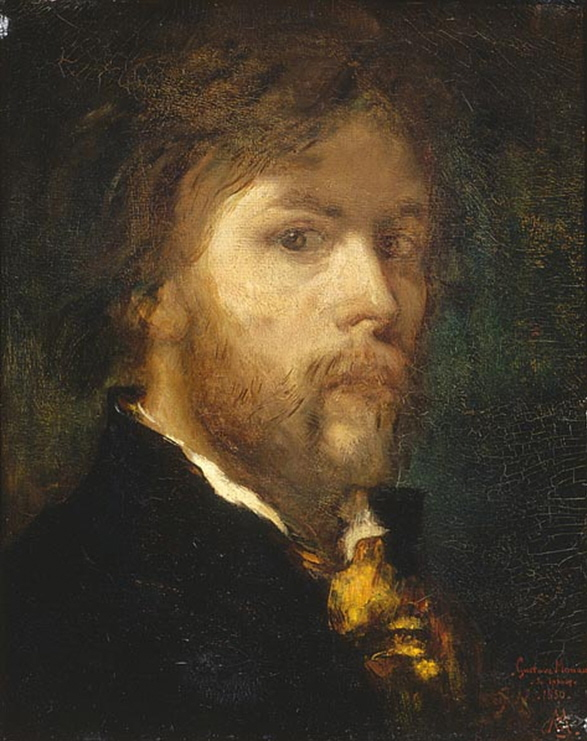
Zelfportret
(1850), Musée Gustave Moreau, Parijs

Gustave Moreau (Parijs, 6 april 1826 – aldaar, 18 april 1898) was een Frans schilder van symbolistische allegorieën.

## Biografie
In 1844 ging hij studeren aan de École des Beaux-Arts in Parijs en vanaf 1849 werd hij leerling van Théodore Chassériau, bij wie hij ook woonde. In 1852 debuteerde hij in de Salon met het schilderij Pieta Plaza waarin invloeden van Chassériau en Eugène Delacroix verwerkt waren. Gedurende de jaren 1857-1860 verbleef hij in Italië waar hij het werk van Andrea Mantegna, Benozzo Gozzoli en Michelangelo bestudeerde. In 1881 ontving hij de opdracht om een serie aquarellen bij de fabels van Jean de La Fontaine te maken, een werk dat hij in vijf jaar voltooide. Uiteindelijk ging hij lesgeven aan de École des beaux-arts waar hij mensen als Henri Matisse, Albert Marquet en Georges Rouault de knepen van het vak leerde.

## Werken

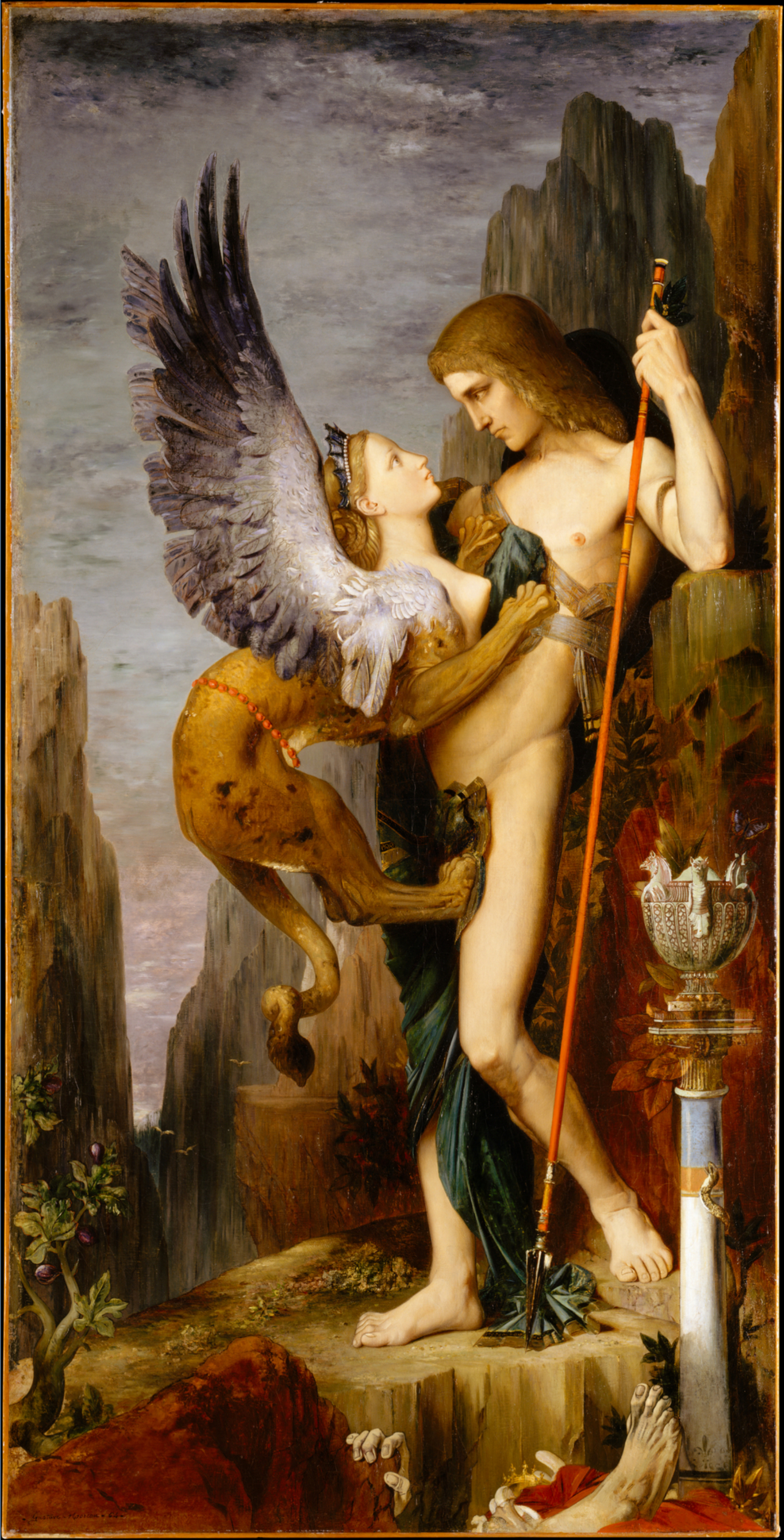
Oedipus en de Sfinx
(1864), The Met, New York

Zijn doorbraak bereikte hij op de salon van 1864 met het werk Oedipus en de Sfinx. Het werk is het begin van een reeks Bijbelse en mythologische voorstellingen. Werken met een soortgelijk onderwerp waren Thracische met het hoofd van Orpheus (1866) en Prometheus (1868). In 1874 exposeerde hij in de Salon drie van zijn voornaamste werken, waaronder Salomé (1870) en Sebastianus en de engelen.
Moreau liet in 1897 bij testament zijn woonhuis en atelier mét alle daar aanwezige kunstwerken na aan de Franse staat, die in 1903 het musée national Gustave Moreau voor het publiek openstelde.

## Musea met werk van Gustave Moreau
- musée national Gustave Moreau, Parijs
- Art Institute Chicago, Chicago, Verenigde Staten
- Fogg Museum, Cambridge, Massachusetts, Verenigde Staten
- Metropolitan Museum of Art, New York, Verenigde Staten

- Art Gallery of South Australia: 5590
- Bibsys: 90156866
- Biblioteca Nacional de España: XX1039382
- Bibliothèque nationale de France: cb12395765j (data)
- Catàleg d'autoritats de noms i títols de Catalunya: 981058514179006706
- CiNii: DA00403211
- Digitale Bibliotheek voor de Nederlandse Letteren: more053
- Gemeinsame Normdatei: 118583972
- International Standard Name Identifier: 0000 0001 2101 0994
- Library of Congress Control Number: n50004629
- Nationale Bibliotheek van Letland: 000053289
- Base Léonore: LH//1928/29
- MusicBrainz: 2703c537-d32f-4359-bcdb-c59129244a2b
- Bibliotheek van het Japanse parlement: 00450482
- Nationale Bibliotheek van Tsjechië: jn20000701262
- Nationale bibliotheek van Australië: 35361845
- Nationale Bibliotheek van Israël: 987007309862705171
- Nationale Bibliotheek van Polen: a0000002285038
- Nederlandse Thesaurus van Auteursnamen: 069502501
- RKD-Nederlands Instituut voor Kunstgeschiedenis: 57637
- Istituto Centrale per il Catalogo Unico: CFIV110505
- LIBRIS: 300930
- SNAC: w6vd796s
- Système universitaire de documentation: 033052093
- Trove: 925643
- Union List of Artist Names: 500115776
- Virtual International Authority File: 46844904
- WorldCat: E39PBJpv4fCJ983yMvWPbxBXVC